# 상도밍구스 (카보베르데)

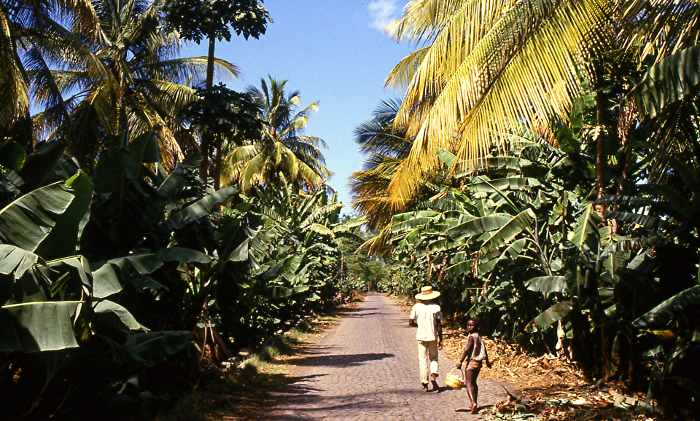
상도밍구스 섬의 바나나 농장

상도밍구스(포르투갈어: São Domingos)는 카보베르데 산티아구섬 중부에 위치한 도시로 인구는 2,818명(2010년 기준)이다. 행정 구역상으로는 상도밍구스시에 속한다. 아소마다에서 남동쪽으로 13km, 프라이아에서 북서쪽으로 13km 정도 떨어진 곳에 위치한다.